# Kikół (stacja kolejowa)
Kikół – dawna wąskotorowa stacja kolejowa w mieście Kikół, w powiecie lipnowskim, w województwie kujawsko-pomorskim, w Polsce.